# Маунд-Сіті (Іллінойс)
Маунд-Сіті (англ. Mound City) — місто (англ. city) в США, в окрузі Пуласкі штату Іллінойс. Населення — 526 осіб (2020).

## Географія
Маунд-Сіті розташований за координатами 37°5′8″ пн. ш. 89°9′47″ зх. д. / 37.08556° пн. ш. 89.16306° зх. д. (37.085676, -89.163005).  За даними Бюро перепису населення США в 2010 році місто мало площу 1,89 км², з яких 1,74 км² — суходіл та 0,15 км² — водойми.

## Демографія
Згідно з переписом 2010 року, у місті мешкало 588 осіб у 234 домогосподарствах у складі 149 родин. Густота населення становила 311 особа/км².  Було 270 помешкань (143/км²).
Расовий склад населення:
| - 53,4 % — чорних або афроамериканців - 44,4 % — білих - 0,2 % — корінних американців - 0,2 % — азіатів |

До двох чи більше рас належало 1,4 %. Частка іспаномовних становила 1,5 % від усіх жителів.
За віковим діапазоном населення розподілялося таким чином: 29,3 % — особи молодші 18 років, 59,6 % — особи у віці 18—64 років, 11,1 % — особи у віці 65 років та старші. Медіана віку мешканця становила 32,2 року. На 100 осіб жіночої статі у місті припадало 91,5 чоловіків;  на 100 жінок у віці від 18 років та старших — 91,7 чоловіків також старших 18 років.
Середній дохід на одне домашнє господарство  становив 32 986 доларів США (медіана — 25 515), а середній дохід на одну сім'ю — 39 411 долар (медіана — 30 833). За межею бідності перебувало 34,7 % осіб, у тому числі 24,3 % дітей у віці до 18 років та 33,8 % осіб у віці 65 років та старших.
Цивільне працевлаштоване населення становило 161 осіб. Основні галузі зайнятості: роздрібна торгівля — 25,5 %, виробництво — 19,3 %, освіта, охорона здоров'я та соціальна допомога — 15,5 %.